# متالورژی

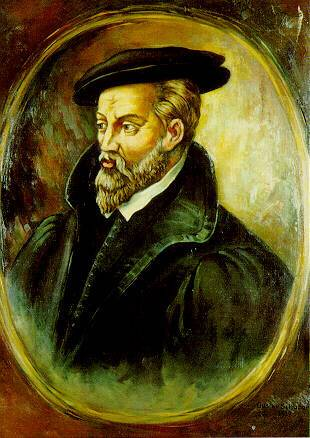
گئورگیوس اگریکولا- نویسندهٔ یکی از نخستین کتاب‌های مهم در زمینهٔ استخراج فلزات

متالورژی (به فرانسوی: Métallurgie) شاخه‌ای از علم مواد است که به شناخت و استخراج فلزات و فناوری‌های تولید و کار با فلزات و همچنین بررسی چگونگی تصفیه، ترکیب، و پردازش فلزات و آلیاژ‌های فلزی می‌پردازد. این علم تفکیک مواد معدنی از سنگ معدن آن‌ها، ذوب، تولید شمش، بهبود خواص و فن کار بر روی فلزات و شکل‌دهی آن‌ها را دربر می‌گیرد. رشتۀ مواد و متالورژی  از سال ۱۳۷۵ در دانشگاه‌های ایران ارائه می‌گردد. به‌طور کلی علم مواد شامل بررسی خواص جامدات می‌شود و دربرگیرندهٔ فلزات، سرامیک‌ها، پلیمرها و کامپوزیت‌ها است. علم متالورژی به‌طور عمده به فلزات و ساختار آن‌ها می‌پردازد و در تحصیلات تکمیلی خواص و کاربرد دیگر جامدات نیز بررسی می‌شود.

## ریشه‌شناسی
واژهٔ «متالورژی» از ترکیب دو واژهٔ یونانی متالون (metallon) به معنی «فلز» و آرگون (ergon) به معنی «کار» ساخته شده‌است. و به معنای فلزگری یا فلزوَرزی و دانش کار کردن با فلزهاست.

## تاریخچه

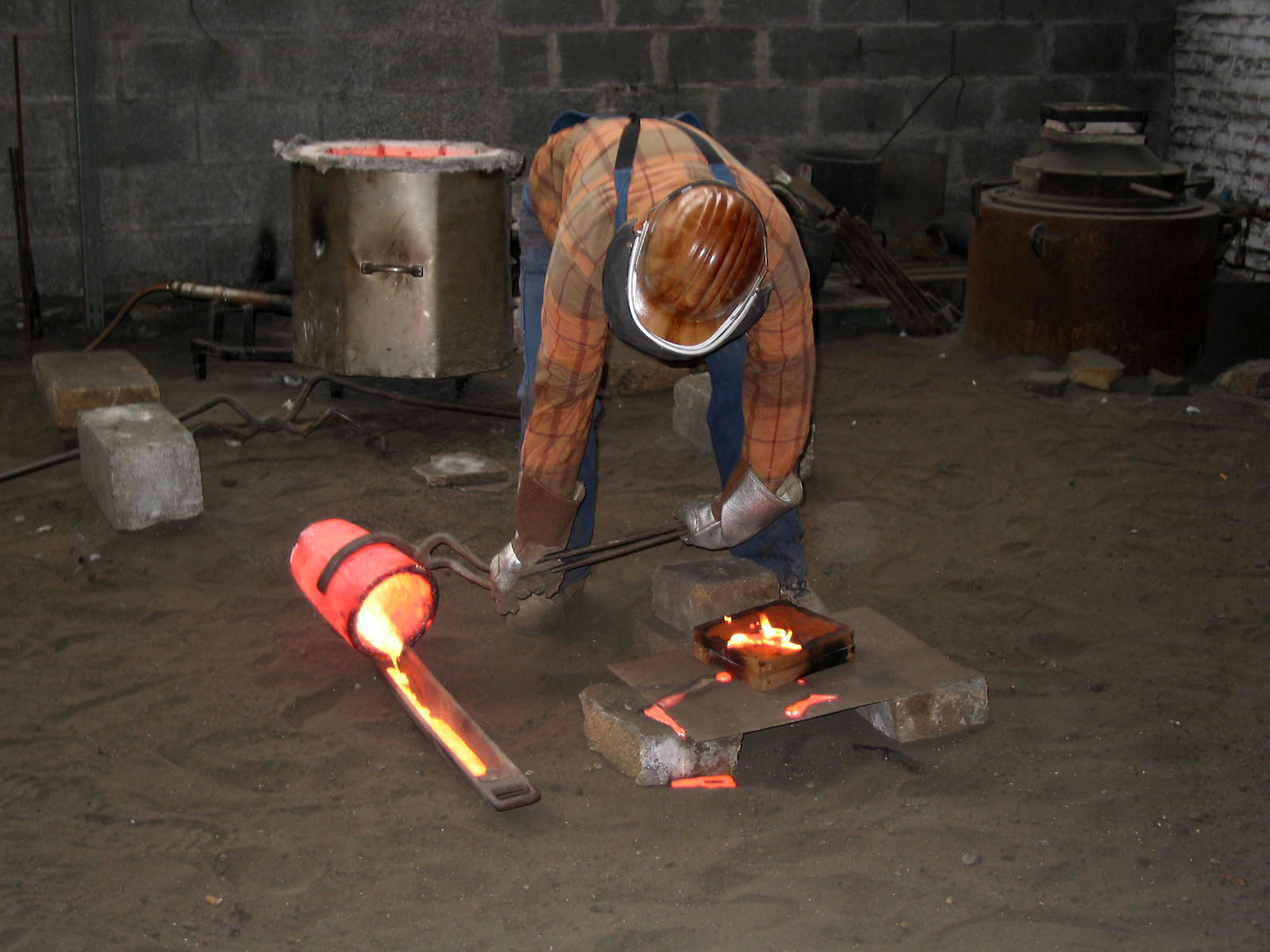
ریخته‌گری مفرغ

دورهٔ فلزات بعد از عصر حجر و از حدود ۶ تا ۷ هزار سال پیش از هجرت آغاز شده‌است. احتمالاً مس نخستین فلزی است که به‌طور خالص، طبیعی و جدا از مواد معدنی مورد استفادهٔ بشر قرار گرفته‌است. انواع سنگ‌های مس از ظاهری فلزی با رنگ‌های مختلف مانند نیلی، لاجوردی، سبز، طلایی و سرخ برخوردار هستند. این امر می‌تواند یکی از عوامل توجه بشر اولیه به ترکیبات حاوی مس باشد.
برخی معتقدند که گویا نخستین‌بار ذرات طلا که در کنار ماسه‌های کنار رودخانه‌ها پراکنده بودند، توسط انسان شناسایی شدند. مصریان و شاید هندیان بیشتر از سایر ملل در استخراج طلا از سنگ‌های آن توفیق داشتند، اما در ایران از دورهٔ هخامنشی، آثار متعددی از طلا و نقره خصوصاً در کنار آمودریا و در شهر همدان کشف شده‌است. با گذشت زمان فلزات دیگری مانند نقره، سرب، آنتیموان و قلع نیز کشف شدند و بشر توانست با استفاده از آتش، ذوب فلزات را تجربه نموده و آلیاژهای مختلف را به‌دست آورد. به عنوان مثال، از مخلوط‌کردن قلع و مس، مفرغ به‌دست آمد و به این ترتیب عصر مفرغ آغاز شد.

## گرایش‌های کارشناسی ارشد
- جوشکاری
- ریخته‌گری
- بیو مواد
- نانو مواد
- سرامیک
- خوردگی
- شکل دهی فلزات
- شناسایی و انتخاب مواد مهندسی
- متالورژی استخراجی

کامپوزیت‌ها

## گرایش‌های دکترا
- بیومتریال
- نانومواد
- مهندسی مواد

مواد پیشرفته
خوردگی
شکل‌دادن فلزات
سرامیک
جوشکاری
استخراج فلزات

## روش‌های تولید مصنوعات فلزی
- ریخته‌گری
- متالورژی پودر
- شکل‌دهی فلزات
- جوشکاری
- ماشین‌کاری